# Laluenga
Laluenga (en aragonès A Luenga) és un municipi aragonès situat a la província d'Osca i enquadrat a la comarca del Somontano de Barbastre.
La temperatura mitjana anual és de 13,3° i la precipitació anual, 550 mm.